# Елин, Дмитрий Гаврилович
Дмитрий Гаврилович Елин (27 мая 1907 — 9 декабря 1998) — советский хозяйственный, государственный и партийный деятель, участник Великой Отечественной войны, майор.

## Биография
Родился 27 мая 1907 года в г. Тула в семье русского рабочего-слесаря. В 1917 году закончил церковно-приходскую школу. С апреля 1919 г. ученик слесаря Тульского завод «Социалист». С апреля 1921 г. пастух сельского общества в д. Долботово Новозыбковского уезда Черниговской губернии. С октября 1922 г. обучался в школе фабрично-заводского ученичества при Тульском оружейном заводе и был учеником слесаря того же завода. В 1922 году вступил в комсомол. С ноября 1924 г. ответственный секретарь Черемошинского районного комитета РКСМ по другим данным заведующий политпросветом Мценского районного комитета РЛКСМ в Тульской губернии. С мая 1925 г. кандидат в члены коммунистической партии. С ноября 1925 г. ответственный секретарь Корытенского волостного комитета РЛКСМ/ВЛКСМ в Елецком уезде Орловской губернии. С мая 1926 г. заместитель ответственного секретаря Лаптевского районного комитета ВЛКСМ в Тульской губернии. В июне 1926 года вступил в ВКП(б). С сентября 1926 г. учащийся Тульского рабфака. С сентября 1929 г. студент Московского планово-экономического института. В марте 1931 года, закончив первый курс, стал преподавателем и заведующим учебной частью школы советского и партийного строительства в г. Коломна Московской области. С июня 1933 г. слушатель особого сбора пропагандистов при Военно-политической академии им. Н.Г. Толмачёва. С октября 1933 г. в Рабоче-крестьянской Красной армии: инструктор-пропагандист 6-го полка связи Киевского военного округа. С октября 1935 г. слушатель экономического отделения Института Красной профессуры в Москве. После окончания второго курса с 7 ноября 1937 г. по 2 июня 1938 г. исполняющий обязанности первого секретаря Адыгейского обкома ВКП(б). С мая 1938 г. директор Ленпарткурсов (курсов отдела руководящих партийных органов) в г. Геленджик Краснодарского края. С марта 1939 г. директор строительства Краснодарского завода измерительных приборов. С ноября 1941 г. директор строительства завода измерительных приборов в Омске. С марта 1942 г. директор Верх-Исетского кабельного завода № 694 в Свердловске. Несколько раз он подавал заявление в Центральный комитет партии с просьбой откомандировать его в действующую красную армию. С сентября 1942 г. слушатель курсов усовершенствования высшего политического состава РККА в г. Белебей Башкирской АССР. С марта 1943 г. заместитель начальника политического отдела 186-й стрелковой дивизии. С марта 1944 г. заместитель командира по политической части 282-го стрелкового полка 175-й стрелковой дивизии. Участник Парада Победы на Красной площади 24 июня 1945 года. Демобилизован 30 августа 1945 г. С сентября 1945 г. жил в Москве, не работал. С января 1946 г. управляющий трестом «Сыртрест» Министерства мясной и молочной промышленности СССР в Краснодаре. С декабря 1946 г. заведующий Тульским областным отделом местной промышленности. С февраля 1950 г. слушатель Тульской областной двухгодичной партийной школы и одновременно заочного отделения Высшей партийной школы при ЦК ВКП(б) по специальности преподаватель. С января 1951 г. секретарь партийного бюро Тульского государственного педагогического института. С февраля 1953 г. слушатель Института повышения квалификации преподавателей марксизма-ленинизма при Московском государственном университете им. М.В. Ломоносова. В 1954 г. защитил канди датскую диссертацию по теме «НЭП как политика построения социализма». С 1954 г. старший преподаватель, с 1960 г. декан историко-филологического факультета Тульского государственного педагогического института им. Л. Н. Толстого. С октября 1986 г. на пенсии в Туле, упоминается в феврале 1988 г. в качестве ветерана партии, состоящего на учете в парторганизации ТГПИ.
Избирался депутатом Верховного Совета СССР 1-го созыва.
Умер 9 декабря 1998 года в Москве.

## Воинские звания
- Капитан — 1942;
- Майор.

## Награды
- Орден Красного Знамени (31.08.1944, 18.05.1945);
- Орден Отечественной войны I степени (20.02.1945);
- Орден Отечественной войны II степени (06.04.1985);
- Медаль «За боевые заслуги» (09.09.1943);
- Медаль «За освобождение Варшавы»;
- Медаль «За взятие Берлина»;
- Медаль «За победу над Германией в Великой Отечественной войне 1941—1945 гг.» (09.05.1945)[4]
- Юбилейная медаль «Двадцать лет Победы в Великой Отечественной войне 1941—1945 гг.» (1965);
- Знак «25 лет победы в Великой Отечественной войне» (1970)[3].